# Horst Faas
Horst Faas (28 tháng 4 năm 1933 – 10 tháng 5 năm 2012) là một nhà báo ảnh, người nhận hai giải Pulitzer. Ông nổi tiếng vì những hình ảnh về chiến tranh Việt Nam.

## Cuộc đời
Sinh ra ở Berlin, Đức, Faas bắt đầu sự nghiệp nhiếp ảnh của mình vào năm 1951 với Thông tấn xã Keystone, khi 21 tuổi, ông đã được tham gia những sự kiện lớn liên quan đến Đông Dương, bao gồm các cuộc đàm phán ký kết hiệp định hòa bình Hiệp định Genève, 1954 vào năm 1954. Năm 1956, ông gia nhập hãng tin Associated Press (AP), nơi ông nổi tiếng là nhiếp ảnh gia chiến tranh, bao gồm các cuộc chiến tranh tại Việt Nam và Lào, cũng như ở Congo và Algeria. Năm 1962, ông trở thành nhiếp ảnh gia trưởng của AP cho khu vực Đông Nam Á, và đã có trụ sở tại Sài Gòn cho đến năm 1974. Hình ảnh của ông về chiến tranh Việt Nam ông đã giành giải thưởng Pulitzer năm 1965. Trong năm 1972, ông có được giải Pulitzer thứ hai, về cuộc xung đột ở Bangladesh.
Faas cũng nổi tiếng với công việc của mình như là một biên tập viên hình ảnh, và đảm nhiệm hai trong số những hình ảnh nổi tiếng nhất của chiến tranh Việt Nam. Một là bức ảnh khét tiếng "Hành quyết Sài Gòn" (hay Saigon Execution, hiển thị vụ hành quyết một tù nhân Việt Cộng bởi cảnh sát trưởng Sài Gòn Nguyễn Ngọc Loan, được thực hiện bởi Eddie Adams tại Sài Gòn vào ngày 01 tháng 2 năm 1968, đã được đăng theo chỉ đạo của ông. Bức ảnh nổi tiếng của Nick Út, bức ảnh "Napalm Girl" gây ra một cuộc tranh cãi lớn hơn tại các văn phòng AP, một biên tập viên đã phản đối hình ảnh này, nói rằng các cô gái được miêu tả đang cởi truồng và rằng không ai sẽ chấp nhận việc này. Faas đã ra lệnh đăng hình ảnh của Út.
Trong tháng 9 năm 1990, nhiếp ảnh gia tự do Greg Marinovich gửi một loạt các hình ảnh đồ họa của một đám đông hành quyết một người đàn ông tới văn phòng AP ở Johannesburg. Một lần nữa, biên tập viên của AP đã không chắc chắn các bức ảnh nên được công bố hay không. Một biên tập viên đã gửi những hình ảnh này cho Faas, và ông đã nhắn trở lại, "công bố tất cả các hình ảnh".

## Link ngoài
- "Interview: Horst Faas" Lưu trữ ngày 4 tháng 1 năm 2013 tại Wayback Machine, Newseum
- Profile of Faas, including an image taken from his 1965 Pulitzer Prizewinning portfolio Lưu trữ ngày 7 tháng 5 năm 2012 tại Wayback Machine
- Faas on the "Saigon Execution" photograph
- "Horst Faas", Toàn bộ các bức ảnh của ông

Bản mẫu:VietnamCorr
1. ↑  Google Books page[liên kết hỏng].